# Авъл Дидий Гал Фабриций Вейентон
Вижте пояснителната страница за други личности с името Авъл Дидий Гал.
Авъл Дидий Гал Фабриций Вейентон (на латински: Aulus Didius Gallus Fabricius Veiento; † 98 г.) e сенатор на Римската империя през 1 век.
Фабриций е син или внук на Авъл Дидий Гал (суфектконсул 39 г.; управител на Мизия и Британия) и е осиновен от Фабриций Вейентон.
По времето на император Нерон Фабриций е претор. През 62 г. e изгонен от Италия, защото се пресмивал в своите произведения „Testamente“ на сенаторите, а книгите му изгорени. От император Веспасиан е помилван и става за пръв път суфектконсул през 74 г. По времето на императорите Тит и Домициан той е още два пъти суфектконсул, през 80 и 83 г. Като comes участва през 83 или 89 г. в германската война на Домициан. Фабриций е член на квиндецимвири sacris faciundis и sodalis Augustalis (императорските жреци).